# Západní křesťanství
Nezaměňovat s latinskou církví.

Typický západní (latinský) kříž

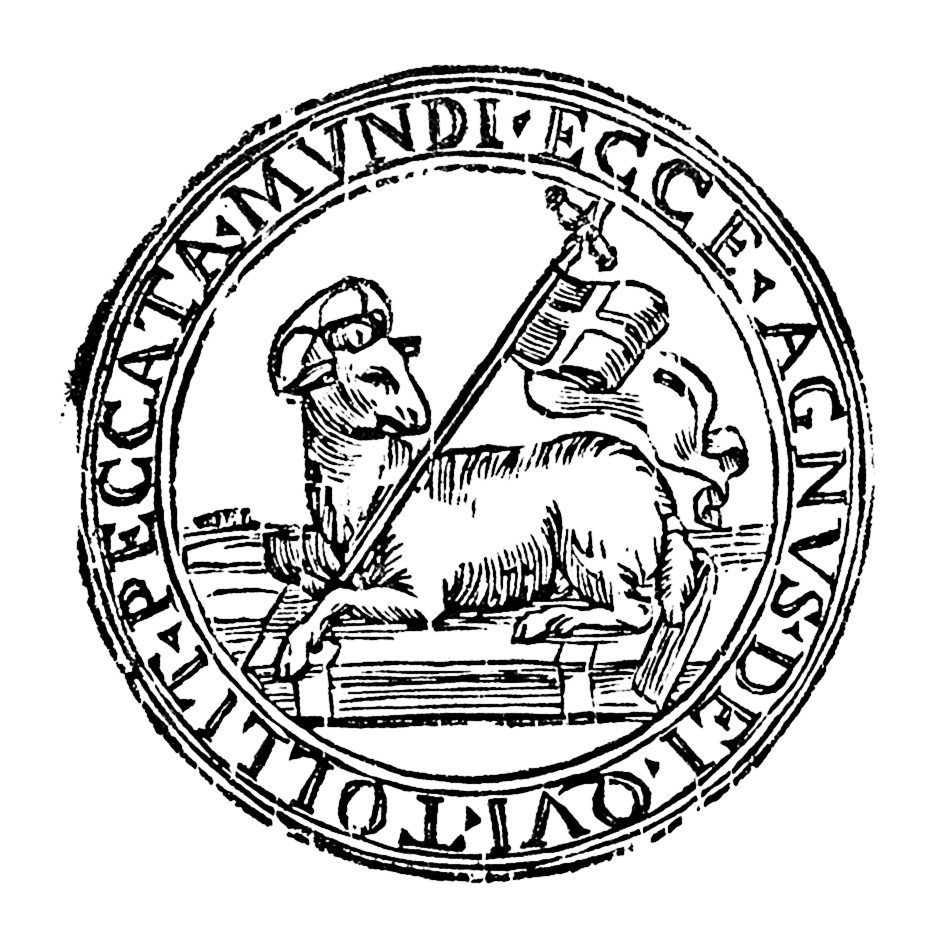
Ježíš zobrazený jako Beránek Boží (Agnus Dei), obvyklá praxe v západním křesťanství

Západní křesťanství je jednou ze dvou částí křesťanství (druhou je východní křesťanství). Západní křesťanství se skládá z latinské církve a západního protestantismu a jejich odnoží, jako je starokatolická církev, nezávislý katolicismus a restauracionismus.
Velkou většinu z 2,3 miliardy křesťanů na světě tvoří západní křesťané (asi 2 miliardy – 1,2 miliardy latinských katolíků a 800 milionů protestantů).[zdroj?] Původní a stále hlavní složka, latinská církev, se vyvinula pod vedením římského biskupa. Z latinské církve vznikla celá řada nezávislých protestantských denominací, včetně luteránství a anglikánství, počínaje protestantskou reformací v 16. století, stejně jako nezávislý katolicismus v 19. století. Termín „západní křesťanství“ tedy neoznačuje jediné společenství nebo náboženské vyznání, ale používá se pro společné odlišení všech těchto denominací od východního křesťanství.
Zřízení samostatné latinské církve, partikulární církve sui iuris katolické církve, souviselo s upevněním Svatého stolce v Římě, který si od starověku nárokoval primát. Latinská církev je odlišná od východních katolických církví, které jsou rovněž v plném společenství s papežem v Římě, a od pravoslavné církve a starobylých východních církví, které nejsou ve společenství s Římem. Tyto ostatní církve jsou součástí východního křesťanství. Pojmy „západní“ a „východní“ v tomto ohledu vznikly s geografickým dělením, které odráží kulturní rozdělení mezi helénistickým Východem a latinským Západem a politické rozdělení mezi západní a východní římskou říší. Ve středověku se stoupenci latinské církve bez ohledu na etnickou příslušnost běžně označovali jako „latiníci“, aby se odlišili od východních křesťanů.
Západní křesťanství sehrálo významnou roli při utváření západní civilizace. S expanzí evropského kolonialismu od raného novověku se latinská církev časem spolu s protestantskými odnožemi rozšířila po celé Americe, velké části Filipín, jižní Africe, ohniscích západní Afriky a po celé Austrálii a Novém Zélandu. Při použití pro historická období po 16. století se tedy termín „západní křesťanství“ nevztahuje na konkrétní geografickou oblast, ale používá se spíše jako souhrnný termín pro všechny tyto oblasti.
V současnosti není geografické rozlišení mezi západním a východním křesťanstvím zdaleka tak absolutní jako ve starověku nebo středověku, a to v důsledku působení křesťanských misionářů, migrace a globalizace. Přídavná jména „západní křesťanství“ a „východní křesťanství“ se proto obvykle používají spíše pro označení historického původu a rozdílů v teologii a liturgii než pro současnou zeměpisnou polohu.[zdroj?]
Zatímco latinská církev zachovává latinské liturgické obřady, protestantské denominace a nezávislý katolicismus používají širokou škálu liturgické praxe.
Nejstarší pojetí Evropy jako kulturní sféry (namísto pouhého geografického pojmu) se objevilo během karolinské renesance v 9. století, která zahrnovala území, jež v té době vyznávala západní křesťanství.

## Historie

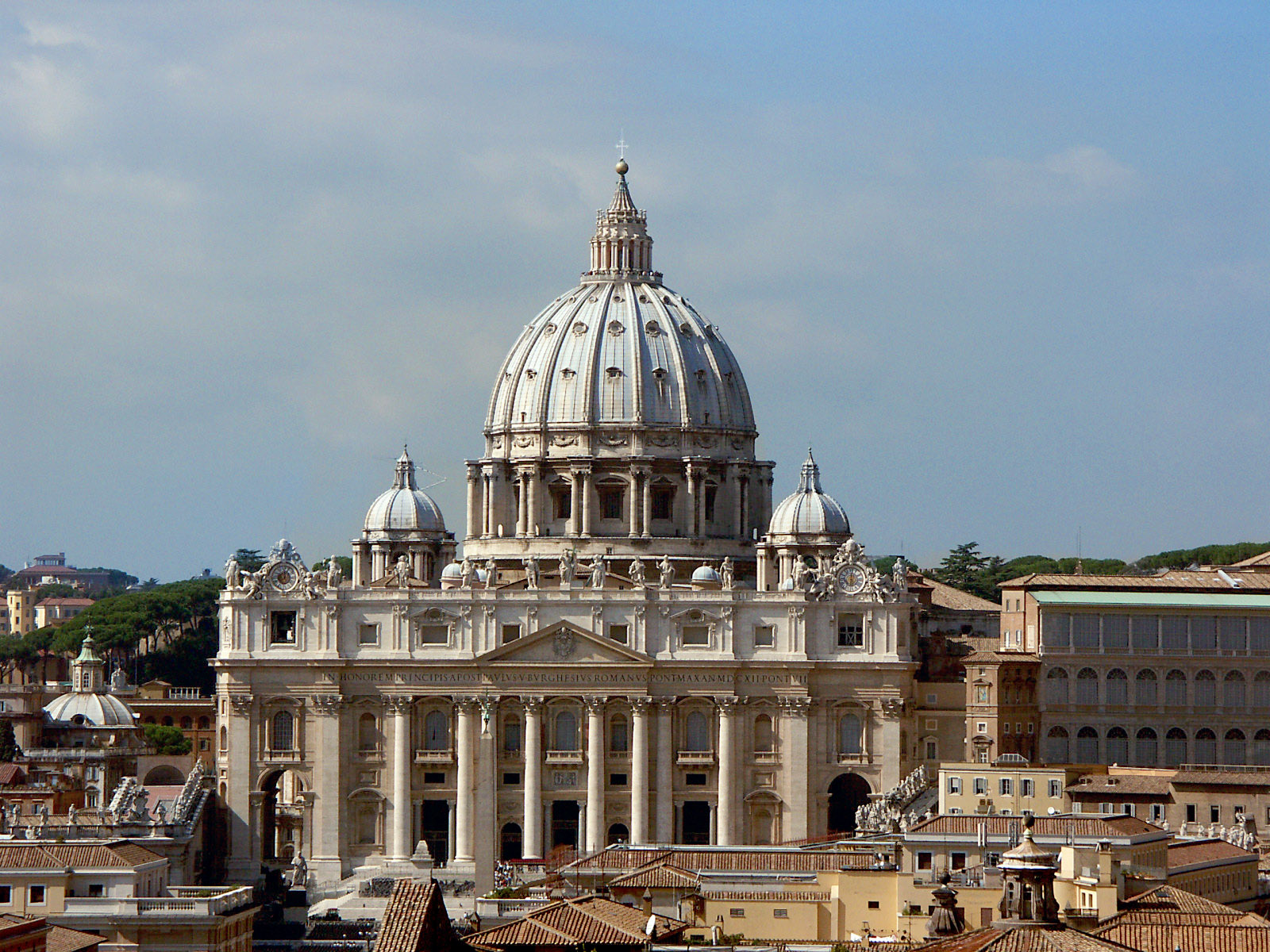
Bazilika svatého Petra ve Vatikánu, největší církevní stavba na světě

Po většinu svých dějin byla církev v Evropě kulturně rozdělena na latinsky mluvící Západ, jehož centrem byl Řím, a řecky mluvící Východ, jehož centrem byla Konstantinopol. Kulturní rozdíly a politické soupeření vytvářely mezi oběma církvemi napětí, které vedlo k neshodám v oblasti učení a ekleziologie a nakonec ke schizmatu.
Stejně jako východní křesťanství má i západní křesťanství své kořeny přímo u apoštolů a dalších prvních hlasatelů tohoto náboženství. V původní oblasti západního křesťanství byla hlavním jazykem latina. Křesťanští spisovatelé píšící latinsky zde měli větší vliv než ti, kteří psali řecky, syrsky nebo v jiných jazycích. Ačkoli první křesťané na Západě používali řečtinu (např. Klement Římský), do 4. století ji latina vytlačila i v kosmopolitním městě Římě, stejně jako v jižní Galii a římské provincii Afrika. Existují doklady o latinském překladu Bible již ve 2. století (viz také Vetus Latina).

Časová osa vývoje církve od raného křesťanství

Se zánikem Římské říše se objevily rozdíly i v organizaci, protože biskupové na Západě nebyli závislí na císaři v Konstantinopoli a nepodléhali vlivu caesaropapismu ve východní církvi. Zatímco konstantinopolský stolec se stal dominantním v celém císařském území, Západ vzhlížel výhradně k římskému stolci, který byl na Východě vnímán jako stolec jednoho z pěti patriarchů pentarchie, „navrhované vlády univerzálního křesťanstva pěti patriarchálními stolci pod záštitou jediné univerzální říše. Tato teorie, formulovaná v zákonodárství císaře Justiniána I. (527–565), zejména v jeho Novelle 131, získala formální církevní sankci na koncilu v Trullu (692), který zařadil těchto pět stolců do Říma, Konstantinopole, Alexandrie, Antiochie a Jeruzaléma“.

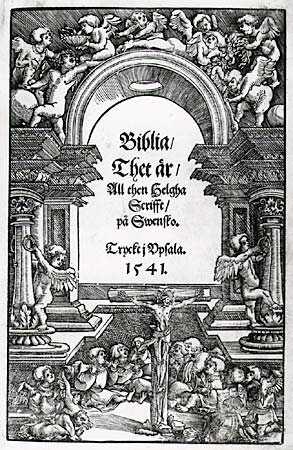
Titulní strana luteránské Švédské bible Gustava Vasy, kterou přeložili bratři Petriové spolu s Laurentiem Andreae

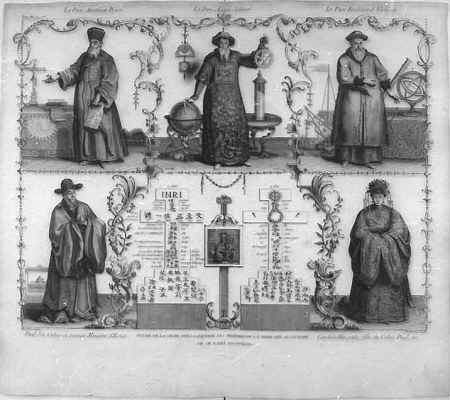
Jezuitští učenci v Číně. Nahoře: Matteo Ricci, Adam Schaal a Ferdinand Verbiest (1623–1688); dole: Paul Siu (Xu Guangqi), Colao neboli ministerský předseda, a jeho vnučka Candide Hiu.

V průběhu staletí došlo k neshodám, které oddělily západní křesťanství od různých forem východního křesťanství: nejprve od východního syrského křesťanství po koncilu v Efezu (431), poté od východního pravoslaví po koncilu v Chalcedonu (451) a následně od pravoslaví při schizmatu mezi Východem a Západem v roce 1054. S posledně jmenovanou formou východního křesťanství byly na druhém lyonském koncilu (1274) a florentském koncilu (1439) podepsány dohody o sjednocení, které se však ukázaly jako neúčinné.
Podle historika Paula Legutka ze Stanfordovy univerzity stojí katolická církev „v centru vývoje hodnot, idejí, vědy, zákonů a institucí, které tvoří to, čemu říkáme západní civilizace.“ Vzestup protestantismu vedl k velkým rozporům v západním křesťanství, které stále přetrvávají, a k válkám – například anglo-španělská válka v letech 1585–1604 měla náboženské i ekonomické příčiny.
V době objevů a po ní Evropané šířili západní křesťanství do Nového světa i jinam. Římské katolictví se dostalo do Ameriky (zejména do Jižní Ameriky), Afriky, Asie, Austrálie a Tichomoří. Protestantismus, včetně anglikánství, přišel do Severní Ameriky, Austrálie a Tichomoří a některých afrických oblastí.
Dnes je geografický rozdíl mezi západním a východním křesťanstvím mnohem méně absolutní, a to díky velké migraci Evropanů po celém světě a práci misionářů po celém světě v posledních pěti stoletích.

## Charakteristika

### Prvotní hřích

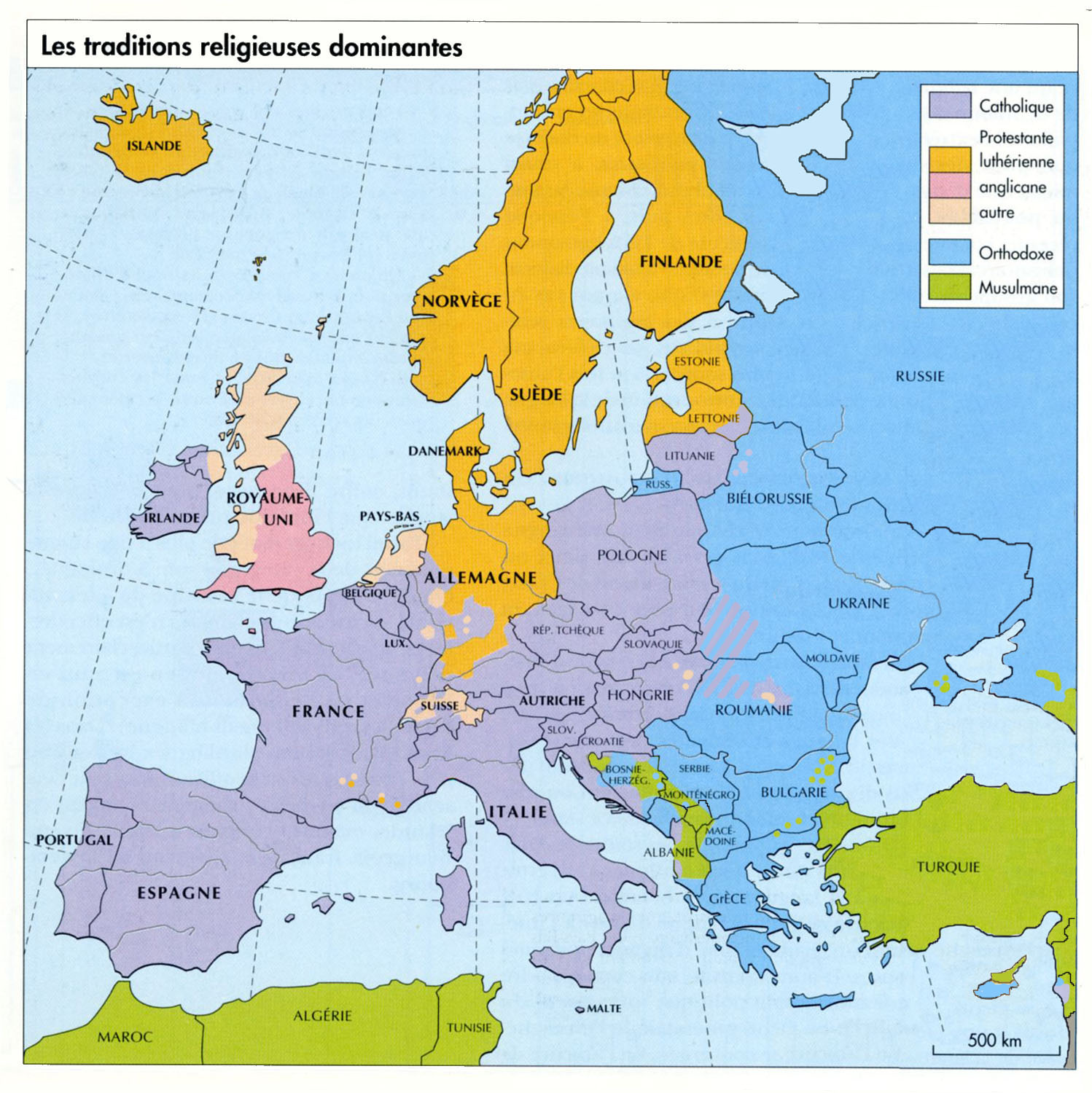
Mapa náboženství v Evropě, regiony západního křesťanství (fialově, růžově a oranžově) oproti východnímu (modrá) a islámu (zelená)

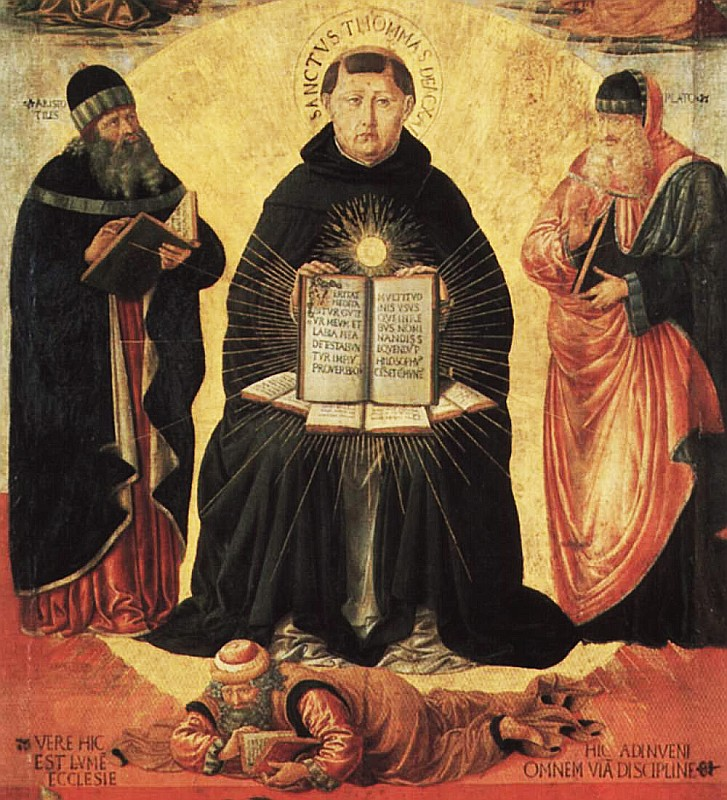
Sv. Tomáš Akvinský byl jedním z největších západních učenců středověku.

Prvotní hřích, nazývaný také dědičný hřích, je křesťanská víra týkající se stavu hříchu, v němž lidstvo existuje od pádu člověka, který pramení ze vzpoury Adama a Evy v rajské zahradě, konkrétně z hříchu neposlušnosti při konzumaci zakázaného ovoce ze stromu poznání dobra a zla. Teologové tento stav charakterizují různými způsoby a vidí jej v široké škále od něčeho tak bezvýznamného, jako je lehký nedostatek nebo sklon k hříchu, avšak bez kolektivní viny, označovaný jako „hříšná přirozenost“, až po něco tak drastického, jako je úplná zkaženost nebo automatická vina všech lidí skrze tzv. kolektivní vinu.

### Klauzulefilioque
Viz též: Filioque
Většina západních křesťanů používá verzi Nicejského vyznání víry, která říká, že Duch svatý „vychází z Otce a Syna“, zatímco původní text přijatý prvním konstantinopolským koncilem obsahoval „vychází z Otce“ bez dodatku „a Syna“ nebo „sám“. Tato západní verze má také dodatečnou větu „Bůh z Boha“ (latinsky: Deum de Deo), která byla ve Vyznání víry přijatém prvním nicejským koncilem, ale která byla prvním konstantinopolským koncilem vypuštěna.

### Datum Velikonoc
Hlavní článek: Spor o Velikonoce
Datum Velikonoc se obvykle liší mezi východním a západním křesťanstvím, protože výpočty vycházejí z juliánského, respektive gregoriánského kalendáře. Před nicejským koncilem se však dodržovala různá data včetně židovského svátku Pesach. Nicejský koncil „romanizoval“ datum Velikonoc a anatematizoval „judaizované“ (tj. pesachové) datum Velikonoc. Datum slavení Velikonoc se v moderní době liší až od vyhlášení gregoriánského kalendáře v roce 1582; a navíc západní církev nepřijala gregoriánský kalendář všeobecně a najednou, takže po určitou dobu se data Velikonoc lišila mezi východní a římskokatolickou církví, ale ne nutně jako mezi východní církví a západními protestantskými církvemi. Například anglikánská církev až do roku 1753 slavila Velikonoce ve stejném termínu jako východní církev.
I data dalších křesťanských svátků se u východního a západního křesťanství liší.

### Chybějící rozlišení esence a energie
Další informace: Rozdíl mezi esencí a energií
Východní křesťanství, zejména východní pravoslavná církev, tradičně rozlišuje mezi Boží podstatou, tedy tím, čím Bůh je, a Božími silami, tedy tím, co Bůh koná. Zastávají názor, že zatímco Bůh je ve své podstatě nepoznatelný, lze ho poznat (tj. zakusit) v jeho energiích (silách). Jedná se o rozšíření apofatické teologie východního křesťanství, zatímco západní křesťané dávají přednost pohledu na božskou jednoduchost a tvrdí, že Boží podstatu lze poznat podle jejích atributů.

## Západní denominace
Viz též: Západní ritus pravoslaví
V současné době tvoří západní křesťanství téměř 90 % křesťanů na celém světě, z toho více než polovina připadá na katolickou církev a dalších 40 % na různé protestantské denominace.
Husitské hnutí v Čechách v 15. století předcházelo hlavnímu protestantskému povstání o 100 let a vyvinulo se do několika malých protestantských církví, jako byla například moravská církev. Přežili také valdenští, kteří však splynuli s reformovanou tradicí.

Hlavní větve a hnutí v rámci protestantismu

## Hlavní postavy

### Římský biskup neboli papež
Další informace: Papež
Důležité postavy:
- Klement Římský (kol. r. 96), jeden z apoštolských otců církve
- Papež Lev I.
- Řehoř Veliký

### Reformátoři
Další informace: Protestantští reformátoři
Důležité postavy:
- Jan Hus (asi 1369–1415), jeden z nejvýznamnějších teologů 14. století.
- Martin Luther (1483–1546), nejznámější reformátor a teolog reformace a 15. století.
- Hans Tausen, biskup z Ribe (1494–1561), přední teolog reformace v Dánsku a Holštýnsku.
- Laurentius Petri, arcibiskup Uppsaly a celého Švédska (1499–1573), spolu se svým bratrem Olausem Petrim byli považováni za hlavní luteránské reformátory Švédska, spolu se švédským králem Gustavem I.
- Primož Trubar (1508–1586), známý především jako autor první slovinsky psané tištěné knihy,[19] zakladatel a první superintendent evangelické církve v knížectví Kranjsko a pro upevnění slovinského jazyka.
- Jan Kalvín (1509–1564)
- John Knox (1514–1572)
- Ferenc Dávid (1520–1579) zakladatel sedmihradské unitářské církve, který položil základy pozdějšího netrinitářského hnutí.
- Mikael Agricola, biskup v Turku (1554–1557), stal se de facto zakladatelem literární finštiny a významným zastáncem protestantské reformace ve Švédsku, včetně Finska, které bylo v té době švédským územím. Často bývá označován za „otce spisovné finštiny“.

### Arcibiskup z Canterbury a primas celé Anglie
Další informace: Primas v Canterbury
Důležité postavy:
- Augustin z Canterbury (597–604)
- Thomas Cranmer (1533–1555), jeden z hlavních reformátorů v Anglii.
- Matthew Parker (1504–1575), (Parker byl jedním z hlavních tvůrců Třiceti devíti článků)

### Lyonský arcibiskup a primas Galie
Další informace: Primas Galie
Důležité postavy:
- Irenej z Lyonu (zemřel kolem roku 202)

### Patriarcha Akvilejský
Další informace: Seznam aquilejských patriarchů
Důležité postavy:
- Chromatius z Akvileje

## Galerie

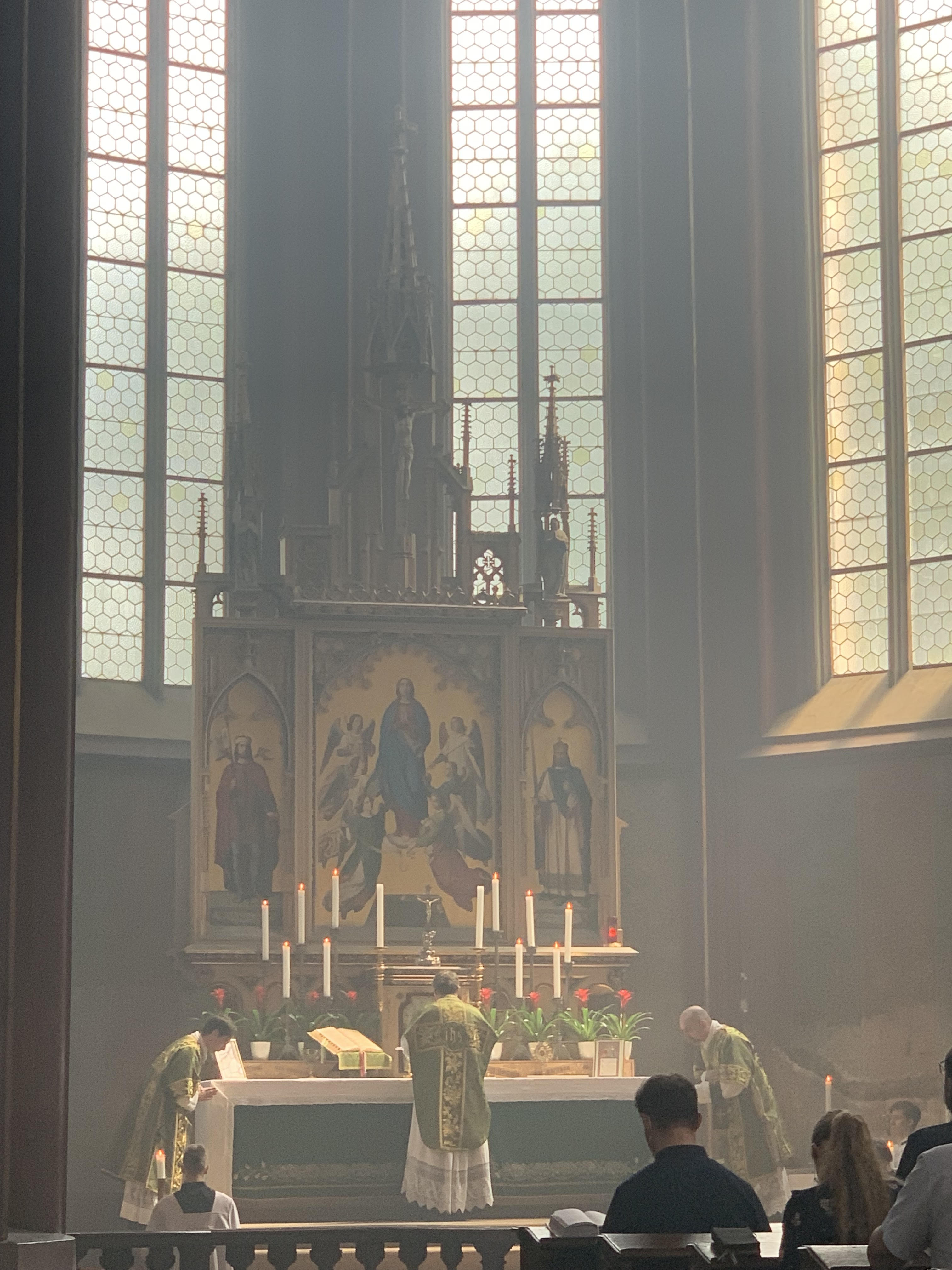
Římskokatolická mše, tzv. tridentská mše (kostel na Karlově, celebrant St. Přibyl)
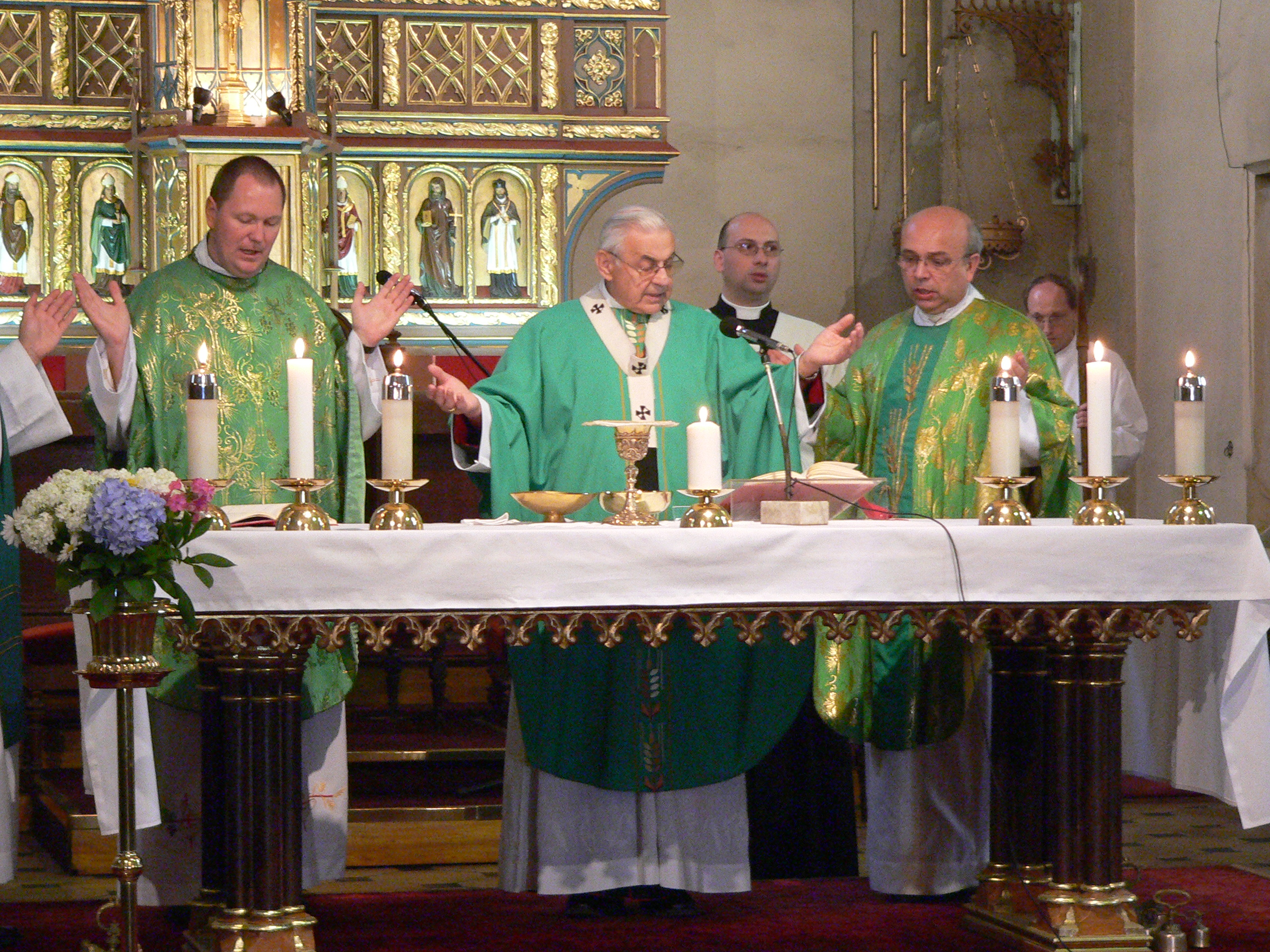
Římskokatolická mše celebrovaná novějším způsobem, tzv. mše Pavla VI. (celebrant kardinál Miloslav Vlk)
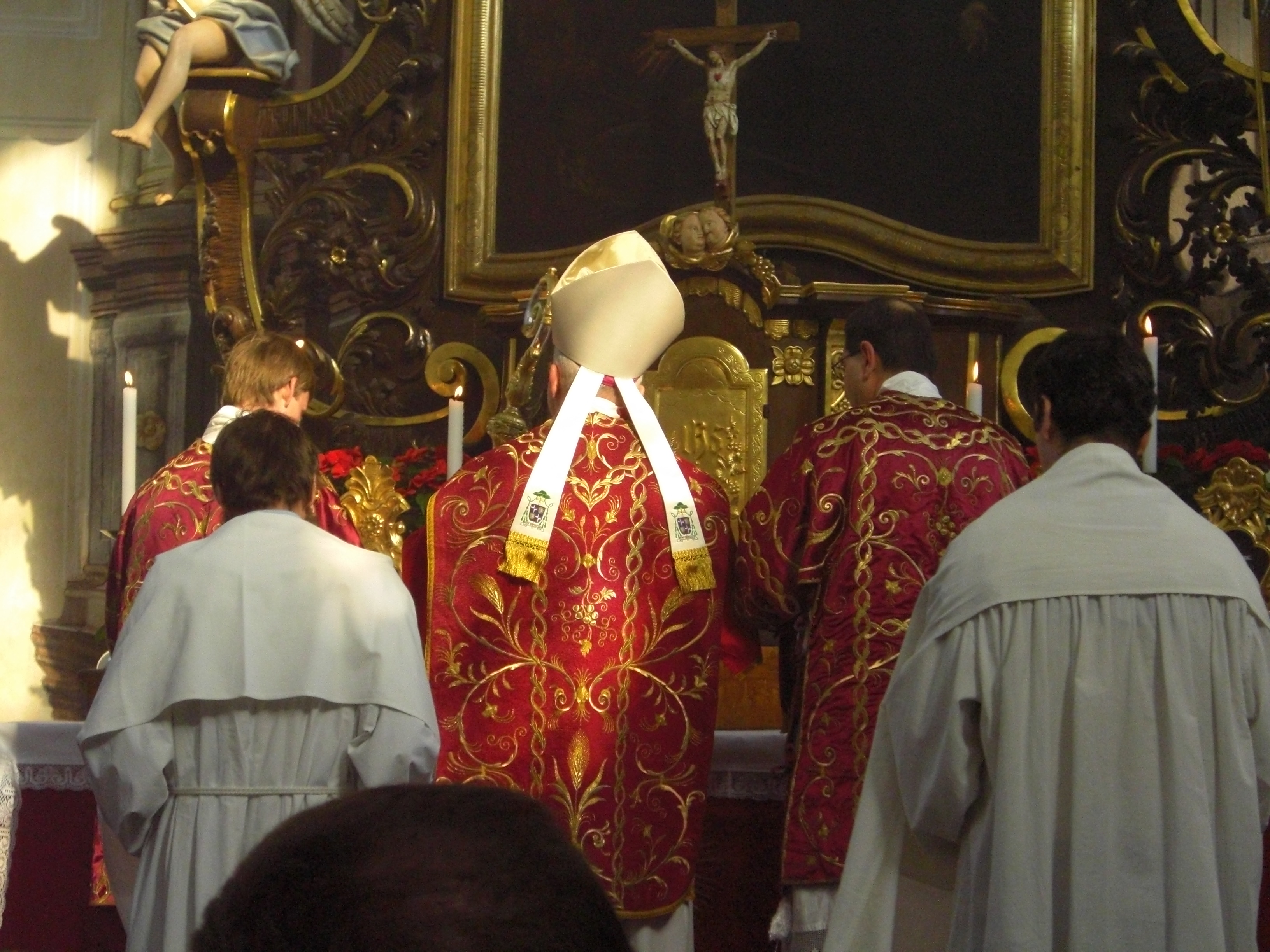
Pontifikální Mše podle misálu sv. Jana XXIII. (forma extraordinaria, ad orientem) sloužená litoměřickým biskupem Janem Baxantem
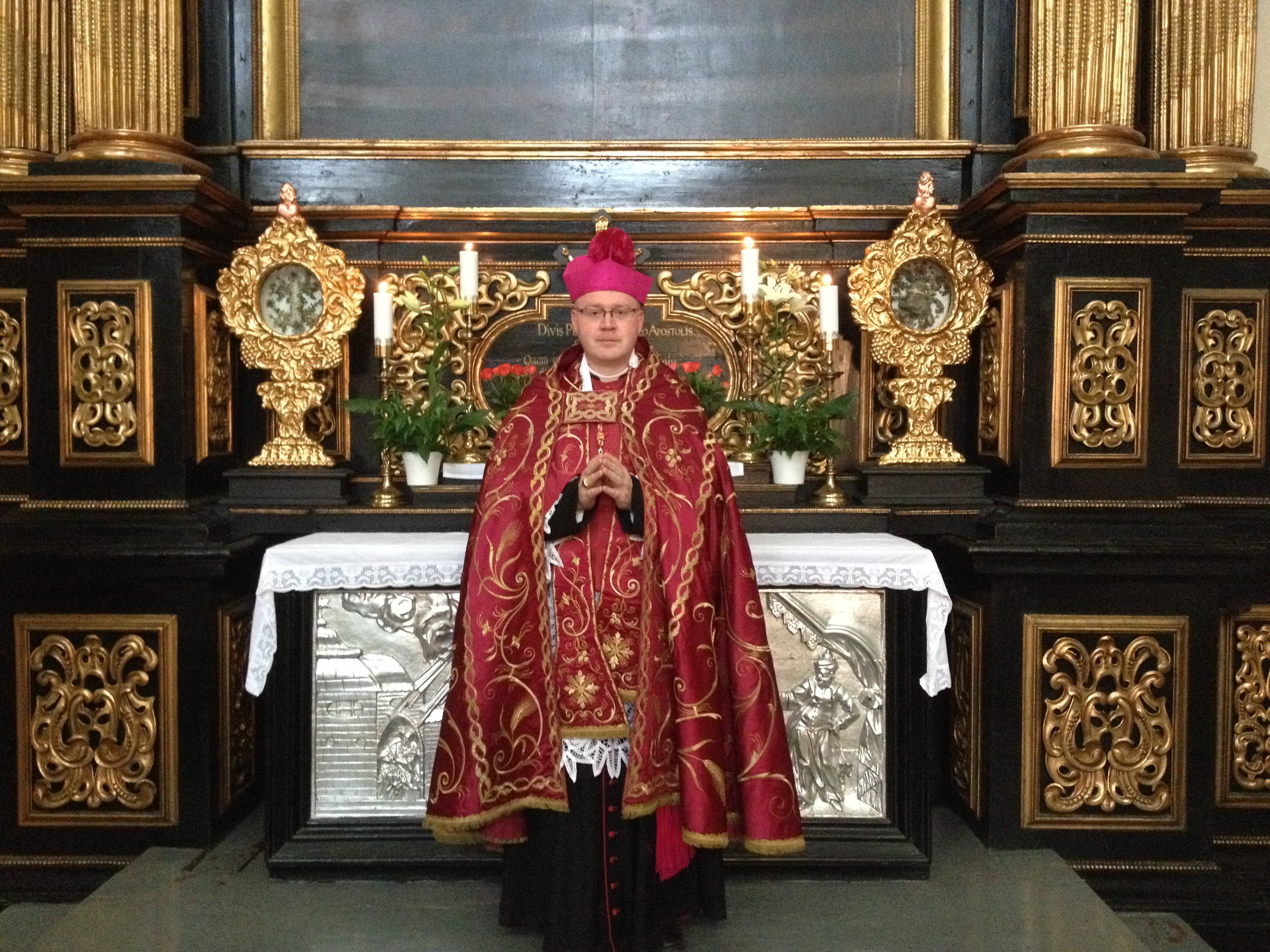
Římskokatolický kanovník v pluviálu (litoměřická katedrála, Mons. M. Davídek)
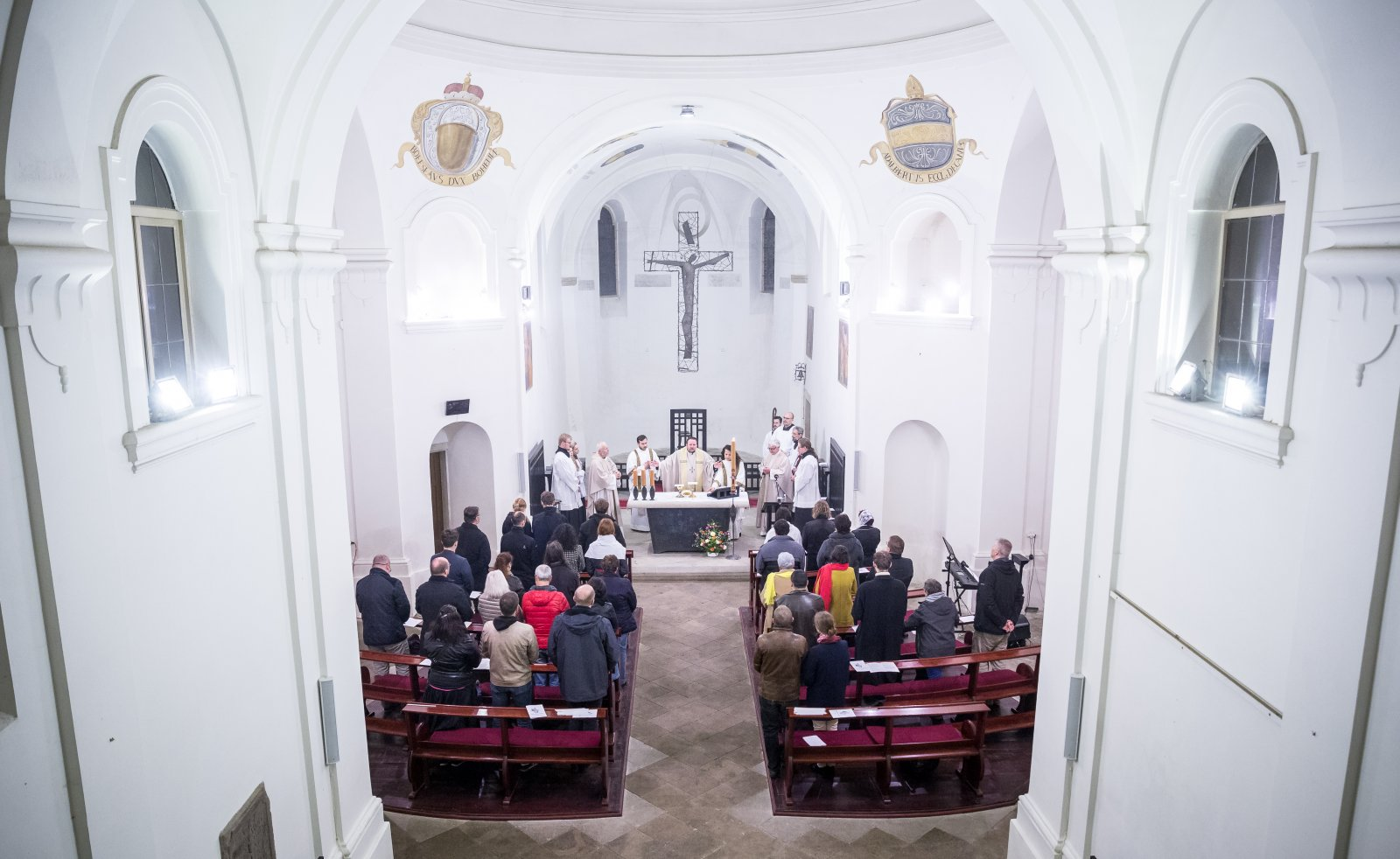
Starokatolická mše (celebrant biskup Pavel Benedikt Stránský)
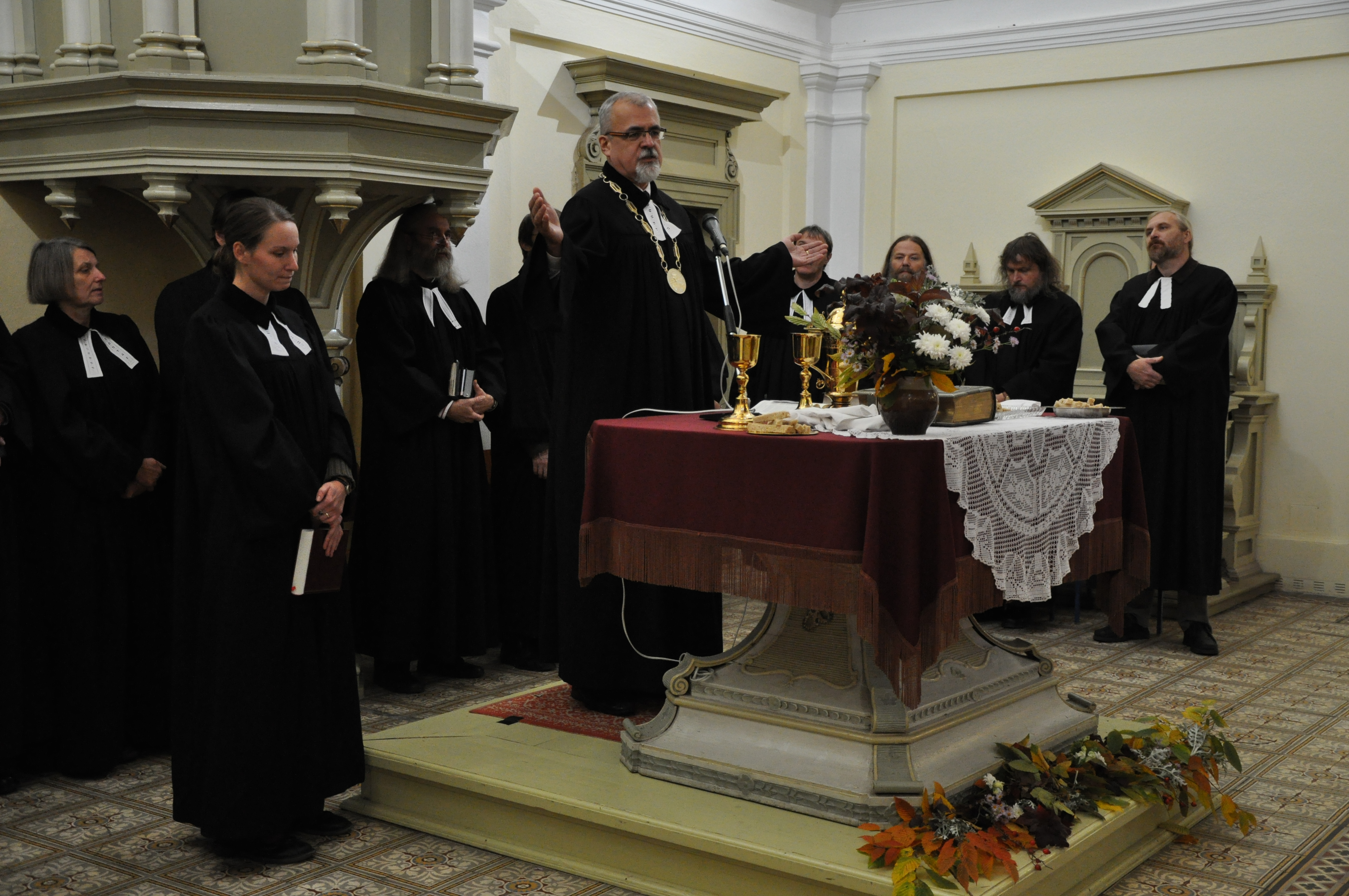
Evangelická bohoslužba (Českobratrská církev evangelická)